# Čreslov cvet
Čreslov cvet (znanstveno ime Fuligo septica) je vrsta sluzavke izrazito žvepleno rumene barve. Razširjen je po celotnem svetu, uspeva pa predvsem na vlažni organski podlagi, predvsem po dežju. Je neužitna, vendar jo pečeno uživajo ponekod v Mehiki. Zaradi občasnega razraščanja na veliki površini je čreslov cvet v preteklosti povzročil paniko med ljudmi v smislu strahu pred invazijo nezemljanov.

## Značilnosti
Kot pri mnogih sluzavkah se celice čreslovega cveta združijo v plazmodij, tj. večjedrno maso nediferenciranih celic, ki se lahko ameboidno premika po tleh v iskanju hranil. Plazmodij je belkaste do sivo rumene barve in ima podobo brezoblične penaste oz. smetanaste gmote. V premeru meri od 2,5-20 cm, v debelino od 1-3 cm. Plazmodij se ob pomanjkanju hranil pretvori v t. i. etalij, ki je analogen trosnjaku pri glivah. Etalij sčasoma potemni in propade ter sprosti temno obarvane trose oz. spore. Med vsemi sluzavkami ima čreslov cvet največji etalij. Spore se razširjajo s pomočjo vetra, znano pa je tudi, da jih raznašajo hrošči iz družine Lathridiidae.

## Življenjski prostor in ekologija
Pojavlja se od pomladi do pozne jeseni, predvsem po dežju. Uspeva na vlažni organski podlagi, kot so vrtne površine, pokrite s slamo, listjem, šoto ipd. (mulčenje površin), sicer pa tudi v gozdovih na deblih in listju živih rastlin, štorih, odpadlem listju in travnikih.
Posebnost čreslovega cveta so visoke koncentracije cinka (Zn), katerih vrednost je več tisočkrat večja od podlage, na kateri raste. Odpornost na strupene količine cinka naj bi bila edinstvena za to vrsto sluzavke, čeprav vzrok tako velikih koncentracij ni jasen. Odpornost sloni na rumenem pigmentu, imenovanem fuligorubin A, ki deluje kot kelator kovinskih ionov in jih tako pretvori v neaktivno obliko.

## Pomen za človeka

### Raziskave
Izvlečki čreslovega cveta izkazujejo protimikrobno delovanje proti bakteriji Bacillus subtilis in glivi Candida albicans ter citotoksične učinke proti rakastim celicam določenih karcinomov. Že omenjen rumeni pigment fuligorubin A naj bi bil udeležen pri zajemanju svetlobe (fotorecepciji) in pretvorbi energije, podobno kot npr. klorofil. Pred nekaj leti je bil odkriti nov rumeni pigment, imenovan dehidrofuligojska kislina, ki vsebuje atom klora. Zaradi velikega števila katalitičnih intronov skupine I, ki so vrsta ribocimov oz. molekul RNA s katalitično aktivnostjo, je tudi pomemben modelni organizem za preučevanje RNA.
Nekatere raziskave nakazujejo, da bi spore sluzavk, med ostalim tudi spore čreslovega cveta, lahko bile pomemben sezonski alergen.

### Folklora in nezemljani
V skandinavski folklori čreslov cvet predstavlja izbljuvek živalskih vodnikov čarovnic. Na Finskem so verjeli, da čarovnice z njegovo pomočjo kvarijo mleko sosedov.
Leta 1973 se je v predmestju Dallasa (Teksas) razrasel na velikih površinah po vrtovih in celo telefonskih drogovih, kar je povzročilo paniko med ljudmi, saj naj bi šlo za invazijo nezemeljanov. Intervencija gasilcev in policije ljudi ni pomirila, dokler znanstvenik iz krajevne univerze ni pojasnil, da gre za veliki razrast neškodljive sluzavke.
Do podobne panike med prebivalci je pred leti prišlo v enem od romskih naselij v Sloveniji, ko je bila teorija o neznanem letečem predmetu (NLP) ovržena šele po prihodu policistov in strokovnjakov iz Instituta "Jožef Stefan".